# Grand Public (collection)
Grand Public est une collection de l'éditeur Dupuis qui rassemble des séries de bande dessinée appartenant à différents genres : thriller, science-fiction, polar…

## Liste des séries publiées
- Alter Ego
- Aria
- Asthénie
- Le Bouddha d'Azur
- Broussaille
- Bunker
- Central Park
- Charly
- Chinaman
- Le Choucas
- Chroniques absurdes
- Les Cœurs solitaires
- Les Colocataires
- Comix Remix
- Comme tout le monde
- Conversations avec le photographe
- Les Corsaires d'Alcibiade
- Damoclès
- Dans les villages
- Dent d'ours
- Dieu
- Un enterrement de vie de jeune fille
- L'Épervier
- Ethan Ringler, agent fédéral
- La Fille du professeur
- Geronimo
- Gitans des mers
- Hammerfall
- Haute sécurité
- Héritages
- Hostile
- Incognito
- Interpol
- Inversion
- Jason Brice
- Jeremiah
- Jérôme K. Jérôme Bloche
- Jessica Blandy
- Jolies Ténèbres
- Jour de grâce
- Kogaratsu
- Lady S.
- Largo Winch
- Le rêve de Jérusalem
- Le Mangeur d'histoires
- Matière fantôme
- La Mémoire des arbres
- Messire Guillaume
- Michel Vaillant
- Miss Annie
- Mister Hollywood
- Monde cruel
- Le Monde selon François
- Monsieur Jean
- Monsieur Mardi-Gras Descendres
- Nelson
- Les Olives noires
- Orbital
- Orval
- Pandora box
- Panique au village
- Péma Ling
- Portraits héroïques de Frank Pé
- Le Privé d'Hollywood
- Protecto
- Quintett
- Redemption
- Le Rêve de Jérusalem
- Les Rochester
- Rose Valland, capitaine Beaux-Arts
- La Route Jessica
- Sarah
- Soda
- Sorcières
- Théodore Poussin
- Vampyres